# Tramlijn 23 (Antwerpen)
De Antwerpse tramlijn 23 verbond tussen 1946 en 1954 het station Antwerpen-Waas met de Groenendaallaan aan de wijk Luchtbal.

## Geschiedenis
De eerste Antwerpse tramlijn 23 reed uit in 1921 als versterkingsritten voor tramlijnen 2 en 3: de eerste werd gevolgd van de Suikerrui tot het station Antwerpen-Centraal, de tweede verder tot het Schijnpoort. In 1926 werd de lijn een ringlijn in 8-vorm, door de toevoeging van de route Nationalestraat - Geuzenstraat - De Vrièrestraat - De Leien - Centraal Station - Van Kerckhovenstraat: ze deden zo het traject van ringlijn 22 in omgekeerde richting. Reeds in 1927 werd de ringlijn weer afgeschaft en het oorspronkelijke traject hernomen, dat lijn 23 tot 1930 zou volgen.
In 1932 werd een nieuwe lijn 23 ingesteld tussen de Groenplaats en Deurne Lakbors via het traject van lijn 3 (Groenplaats-Schijnpoort) en 3bis (Schijnpoort-Lakbors), maar in 1936 werd dat traject toegewezen aan tramlijn 5 en verdween het lijnnummer 23 weer.
Tussen 1944 en 1954 was er voor het laatst een tramlijn 23 in Antwerpen: eerst ging die van Grens Kiel via tramlijn 4 naar het Centraal Station, dan verder langs lijn 3 tot aan het Schijnpoort en dan over een nieuwe route verder naar de Groenendaallaan. In 1946 werd het zuidwestelijke eindpunt verlegd van Grens Kiel naar het station Antwerpen-Waas: zo bleef de lijn bestaan tot haar opheffing in mei 1954.

## Kenkleur
De tram had een groen/blauw koersbord.

## Buslijn 23
Op 1 juni 1954 werd de bediening van tramlijn 23 overgenomen door een bus, die reed van het station Antwerpen-Waas tot aan de kerk van de wijk Luchtbal. Deze reisweg zou de lijn tot 2017 grotendeels behouden.